# Róna Tamás
Róna Tamás (Budapest, 1975. április 30. – ) Scheiber Sándor-díjjal kitüntetett magyar neológ rabbi, hittudós, egyetemi oktató, címzetes egyetemi tanár, 2006 óta az alföldi régió vezető rabbija, 2019 óta a Magyarországi Zsidó Hitközségek Szövetsége rabbitestületének elnöke, 2020 óta a Magyarhoni Zsidó Imaegylet (ZsiMA) neológ zsidó vallási szervezet elnöke.

## Pályafutása
Hagyományőrző neológ zsidó családban született. Gyermekkora óta Schőner Alfréd főrabbi tanítványa volt. 2001-ben tanári diplomát, majd 2005-ben M.A. fokozatot szerzett, és rabbivá avatták az Országos Rabbiképző – Zsidó Egyetemen. 2011-ben vallástudományokból PhD-fokozatot szerzett, kutatásának tárgya a zsidó közösség vallási integrálódása és nemzettudatának asszimilációja 1880-tól volt.
2006 május óta az alföldi régió (Cegléd, Nagykőrös, Kecskemét) vezető rabbijaként tevékenykedik. Nős, két gyermek édesapja. 2005-től a Keresztény-Zsidó Társaság elnökségi tagja, 2007-től a Keresztény-Zsidó Tanács tagja.
2003-tól 2020-ig az Országos Rabbiképző – Zsidó Egyetem Szentírás és Talmudtudományi Tanszékén tanított, végigjárva az oktatói ranglétrát először tanársegédi, adjunktusi, majd főiskolai docensi beosztásban. 2019 óta a Magyarországi Zsidó Hitközségek Szövetsége rabbitestületének elnöke, 2020 óta a Magyarhoni Zsidó Imaegylet (ZsiMA) neológ zsidó vallási szervezet elnöke. Nógrádi Gergellyel közösen az első általános iskolásoknak szóló magyarországi zsidó hittankönyv szerzője. Vallástudományi konferenciák, rendezvények rendszeres előadója, vallástudományi tárgyú szakkönyvek, tanulmányok szerzője, vallási tévé- és rádióműsorok rendszeres szereplője. A judaisztika, a vallási közösségszervezés és a hittudomány területén végzett kiemelkedő munkásságát 2019-ben Scheiber Sándor-díjjal ismerték el.

## Szakmai munkássága
- 1998 Talmud-Tóra, valamint felnőttoktatás elindítása a közép-magyarországi régióban
- 2009 Magyar Posta Zsinagógák tematikájú bélyegsorozatának szerkesztője
- 2010 Vidéki zsidó gyerekek részére Kiskunhalason, egyhetes nyári tábor szervezése, évente
- 2013-  Általános iskolásoknak szóló zsidó hittankönyvsorozat kitalálója, írója
- 2015 Az Európa Ifjúsági Fővárosának pályázatában az Egyházak kulturális programjának szervezője
- 2015 Magánkihallgatás Ferenc pápánál, és azóta együttműködés az ICCJ-vel
- 2015 Az MTA és az Egy Csepp emberség Alapítvány szervezésében megvalósuló "Imák Auschwitz után" című kiállítási anyag elkészítése, valamint a régióban történő bemutatásának megszervezése
- 2015 Fischer Ivánnal, a Fesztiválzenekar zeneigazgatójával való együttműködés
- 2016-2017 Kulturális programsorozat szervezése, megvalósítása a régióban – a régió történetében először az év során számos alkalommal színdarabokon, koncerteken, filmbemutatókon keresztül a zsidó élet körforgásának bemutatása minden érdeklődő számára, ennek éves programsorozat lezárásaként Izrael-nap, melyen 2000 érdeklődőt fogadtak.
- 2017 Izrael Állam nagykövetségével való együttműködés a vidéki zsidó ifjúsági táborvezetők továbbképzésének tárgyában
- 2017 Együttműködési megállapodás létrehozása a Nemzetközi Keresztény-Zsidó Tanács (ICCJ), a Kecskemét Megyei Jogú Város, a Magyarországi Római Katolikus Egyház, a MAZSIHISZ, valamint a Közép-Magyarországi Területi Csoport vezetőivel a 2018 nyarán tartandó éves ICCJ Világkonferencia lebonyolításához, mint a program vezetője
- 2018 Közös kötet gondozása a Szent István Társulattal, az Apostoli Szentszéki Kiadóval; A magyarországi zsidóság története című könyv bemutatója a Magyar Tudományos Akadémia dísztermében
- 2019- A Herzl Ház Fényes Adolf tehetséggondozó elindítása a vidéki zsidó fiatalság számára
- 2021 A Magyarhoni Zsidó Imaegylet Egyesület keretén belül Trianon óta először Kárpátalján és Erdélyben hat magyarajkú zsidó közösség csatlakozott vissza az anyaközösséghez

## Szakmai elismerései, díjai
- 2000/2001 Köztársasági ösztöndíj
- 2001/2002 Köztársasági ösztöndíj
- 2002 A Zsidó Világkongresszus Közép Kelet-európai szekciójának elismerése
- 2008 A Keresztény-Zsidó Tanács kitüntetése a zsidó-keresztény párbeszédért
- 2005- A Keresztény-Zsidó Társaság elnökségi tagja
- 2014- Kecskemét Megyei Jogú Város Idősügyi Tanácsának tagja
- 2015-2016 A Keresztény-Zsidó Társaság társelnöke
- 2015- A Holokauszt Dokumentációs Központ és Emlékhely felügyelő bizottságának tagja
- 2016 A Nemzetközi Keresztény-Zsidó Tanács (ICCJ) kongresszusi tagja
- 2016 Főrabbivá történő kinevezés
- 2019 Scheiber Sándor-díj
- 2019- A Magyarországi Zsidó Hitközségek Szövetsége rabbitestületének elnöke
- 2020 - A Magyarországi Zsidó Örökség Közalapítvány kuratóriumának tagja[10]
- 2021 – A Magyar Agrár- és Élettudományi Egyetem címzetes egyetemi tanára [11]
- 2023 – A Magyar Érdemrend Lovagkeresztje[12]
- 2023 - A Szegedi Tudományegyetem címzetes egyetemi tanára[13]

## Főbb publikációi
- Róna Tamás: Judaizmus és közösségtörténet: Kecskemét rabbijainak működése történetszociológiai aspektusból, PhD-értekezés, Országos Rabbiképző – Zsidó Egyetem, 2010[14]
- A magyarországi zsidóság története, szerk. Róna Tamás-Mezei Mónika, Budapest, Szent István Társulat, 2015. ISBN 9789632777153[15]
- Róna Tamás-Nógrádi Gergely: Zsidó hittankönyv I, Budapest, Gabbiano Print Kft., 2016[16]
- Róna Tamás-Nógrádi Gergely: Zsidó hittankönyv II., Budapest, Gabbiano Print Kft., 2016[17]
- Róna Tamás-Nógrádi Gergely: Zsidó hittankönyv III., Budapest, Gabbiano Print Kft., 2017[18]
- Róna Tamás-Schindler Iván: Schindler József szegedi főrabbi emlékezete, Szeged, Szegedi Zsidó Hitközség dr. Birnfeld Sámuel Könyvtára, 2016
- Kóhn Sámuel: Kohn Schwerin Götz bajai és bácsmegyei főrabbi. Élet- és korrajz (1760-1852), szerk. Negyela László, Hicsik Dóra, a bevezető tanulmányt írta: Róna Tamás, Szabadka, Minerva Könyvképző, 2019
- Róna Tamás-Nógrádi Gergely: Zsidó hittankönyv IV, Budapest, Gabbiano Print Kft., 2020
- Róna Tamás-Vasadi Péter-Galuska László Pál: Zsidó hittankönyv V., Budapest, Gabbiano Print Kft., 2021
- Róna Tamás: Judaizmus és közösségtörténet: Kecskemét rabbijainak működése történetszociológiai megközelítésben, Budapest, Magyarhoni Zsidó Imaegylet, 2022[19]
- Róna Tamás: Az őrködés éjszakája: Válogatott zsidó vallástudományi tanulmányok, Budapest, Magyarhoni Zsidó Imaegylet, 2022[20]
- Róna Tamás:„Láss túl a falakon!”: Róna Tamás főrabbi válogatott tanításai, beszédei, előadásai, Budapest, Magyarhoni Zsidó Imaegylet, 2022[21]
- Róna Tamás: A közösség szolgálatában: Kecskemét négy neves rabbijának pályarajza a dualizmustól a Kádár-korszakig, Budapest, Magyarhoni Zsidó Imaegylet, 2022[22]
- Róna Tamás: Kiáltó folyam avagy a hullámtörés analógiája: Róna Tamás főrabbi egybegyűjtött írásai, Budapest, Magyarhoni Zsidó Imaegylet, 2022[23]
- Teljes publikációs lista a Magyar Tudományos Művek Tára adatbázisban